# ES -Eternal Sabbath-
『ES -Eternal Sabbath-』（エス エターナル サバス）は、惣領冬実による日本の漫画作品。
『モーニング』（講談社）にて2001年41号から2004年45号まで連載された。少女漫画誌から青年誌に移動後初の作品である。単行本は全8巻（講談社）、講談社文庫版は全5巻。

## あらすじ
東鵬医大の脳生理学のスペシャリスト・九条未祢。ある日、殺人事件に遭遇した彼女は、シャツに飛び散った血を忌々しそうに一瞥し、何事もなかったかのように去っていく青年から目が離せなかった。
他人の脳に侵入し、瞬時に相手の情報を読み取り、自分に都合よく改竄（かいざん）できる青年・シュロ。彼は、「Eternal Sabbath/永遠の安息日」と名付けられた、不死身の遺伝子ESが組み込まれた遺伝子操作人間だった。ESとしか呼ばれることのなかった彼は秋庭亮介という名前を得る。
そして、シュロの身体の謎を解明するために造られたクローンのイザクという少年が、生徒に入れ替わって小学校に在籍していることが判明する。彼は岩村有里という女子小学生に心を許していたが、実験のために自分を生贄にしようとした人間に報復を開始しようとしていた。未祢と秋庭は、元研究所スタッフの榊晋一郎と共に、イザクを止めるべく活動を開始する。
イザクは有里の両親を殺害したことから、有里も亡くなった母親の幻影を見せて橋から川に落として殺害してしまう。
やがて、イザクの身体に老化が現れ、絶望したイザクは世界を壊すべく、脳ハッキングして暴徒により街をパニックに陥れる。秋庭はすべての決着をつけるため、イザクと対決する。イザクは発火して亡くなり、すべては終わったかと思われた。しかし、イザクは秋庭の身体を乗っ取っていたのだ。身体を失った秋庭は精神を未祢にリンクし、未祢は秋庭の力を借りて、イザクの精神世界でイザクを倒す。
秋庭は亡くなり、榊はドイツの研究所へと旅立つ。だが未祢の身体には、秋庭との子が宿っていた。

## 登場人物
九条 未祢（くじょう みね）
本作の主人公。東鵬大学医学部の脳生理学の研究者。日本での研修を終えた後、アメリカの大学で脳生理学の博士号を取得、現在に至る。秋庭の「脳へのハッキング」が効きにくく、記憶改竄などが困難なタイプであるが、「手が割ける幻覚」や「自分のトラウマの幻覚」を見せられるなどの軽度のハッキングであれば被害を受けている。
よく見れば美人の部類に入るタイプだが、話が研究のことに及ぶと研究ウンチクが止まらなくなる。見合いの席上でも同じことをしてしまい、今まで何度も見合いをしては破談に終わっている。
秋庭 亮介（あきば りょうすけ）
本作における、もう一人の主人公。本名は「ES00 シュロ」。名前の由来は聖書に出てくる棕櫚の葉。キリスト教で、懺悔の際に棕櫚の葉の灰を被ることから、ヒトの創造という神の領域に踏み込んだ研究員の罪悪感から名付けられたとされる。
他人の脳に侵入し、瞬時にその人の情報を解析、記憶を自分に都合よく改竄する。その能力を使い東鵬大に潜り込むが、未祢に見破られる。
高岡智也 (イザク)
本名「ES01 イザク」。名前の由来は太祖アブラハムの息子イサク。イザクを生み出した研究者が、自分の息子･イサクの命を神に捧げようとしたアブラハムに例えられている。シュロの能力の解明のために造られたクローンで、まさに生贄のために誕生した存在である。
研究所から逃走し、その後は小学校で「高岡智也」という子に成り代わって生活を送る。
榊 晋一郎（さかき しんいちろう）
国立衛生研究所の研究者。表向きは免疫学を、実際は不老不死の研究をしていた。シュロとイザクを生み出した。
貴美子（きみこ）
未祢の大学時代の同級生。研修で外科手術を見学した際に見た吹き出す血がトラウマとなり、医学の道を断念した。現在は結婚して主婦をしている。本人の前では平静を装っているが、内心では学生時代から未祢に対してライバル意識を持っており、そこをイザクにつけこまれて自殺してしまう。
岩村 有里（いわむら ゆり）
イザクがすり替わる以前からの、本物の高岡智也と知り合い。前の智也と違うと感じながらも、自分をいじめていた上級生を殺してくれたためイザクの味方をするようになる。母親から虐待を受けており、いきなり暴れだすなどの心的外傷が見受けられる。
イザクの持っていた拳銃を未祢に郵送したことが原因となり、イザクによって両親が死亡してしまう。その後、イザクによって亡くなった母親の幻影を見せられて、橋の上から川に落ちて死亡する。

## エピソード
- この作品は、1980年代の映画「トロン」をモチーフに作られた（2004年10月12日付の作者のブログより）。
- タイトルの「ES」はドイツ語で「それ」という意味であり、「ES細胞」とは何の関係もない。「ES」というタイトルが決まった後に「ES細胞」の存在を知り、「Eternal Sabbath」という副題をつけた。
- 映画化されるという話が出ていたが、恋愛重視のストーリーにしたい製作側と作者との意見の相違によって白紙化された（2006年8月15日付の作者のブログより）。

## 書誌情報

### 単行本
- 惣領冬実 『ES -Eternal Sabbath-』 講談社〈モーニングKC〉 全8巻
  1. 2002年2月20日発売、ISBN 978-4-06-328801-8
  2. 2002年8月21日発売、ISBN 978-4-06-328837-7
  3. 2003年2月18日発売、ISBN 978-4-06-328866-7
  4. 2003年7月17日発売、ISBN 978-4-06-328897-1
  5. 2004年1月23日発売、ISBN 978-4-06-328928-2
  6. 2004年5月21日発売、ISBN 978-4-06-328954-1
  7. 2004年8月23日発売、ISBN 978-4-06-328976-3
  8. 2004年11月22日発売、ISBN 978-4-06-328995-4

### 文庫版
- 惣領冬実 『ES -Eternal Sabbath-』 講談社〈講談社漫画文庫〉 全5巻
  1. 2006年10月12日発行、ISBN 978-4-06-370372-6
  2. 2006年11月10日発行、ISBN 978-4-06-370388-7
  3. 2006年12月12日発行、ISBN 978-4-06-370398-6
  4. 2007年01月12日発行、ISBN 978-4-06-370409-9
  5. 2007年02月09日発行、ISBN 978-4-06-370423-5